# Kannin (Japan)
Kannin (japanisch 寛仁) ist eine japanische Ära (Nengō) von Mai 1017 bis März 1021 nach dem gregorianischen Kalender. Der vorhergehende Äraname ist Chōwa, die nachfolgende Ära heißt Jian. Die Ära fällt in die Regierungszeit des Kaisers (Tennō) Go-Ichijō.
Der erste Tag der Kannin-Ära entspricht dem 21. Mai 1017, der letzte Tag war der 16. März 1021. Die Kannin-Ära dauerte fünf Jahre oder 1396 Tage.

## Ereignisse
- 1019 Toi-Invasion dschürdschätischer und koreanischer Piraten